# Karneval in Patras

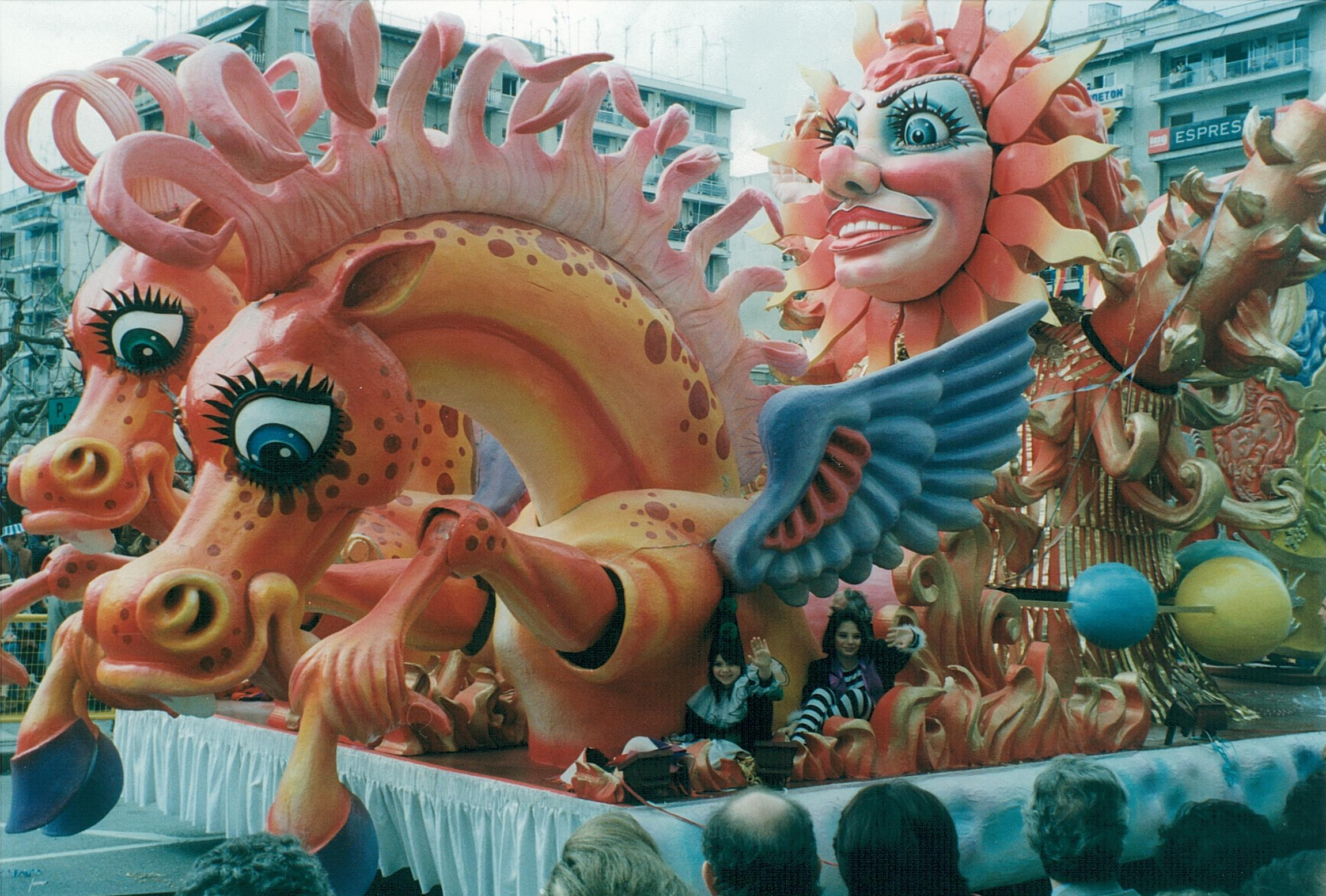
Ein opulent gestalteter Wagen, 1995

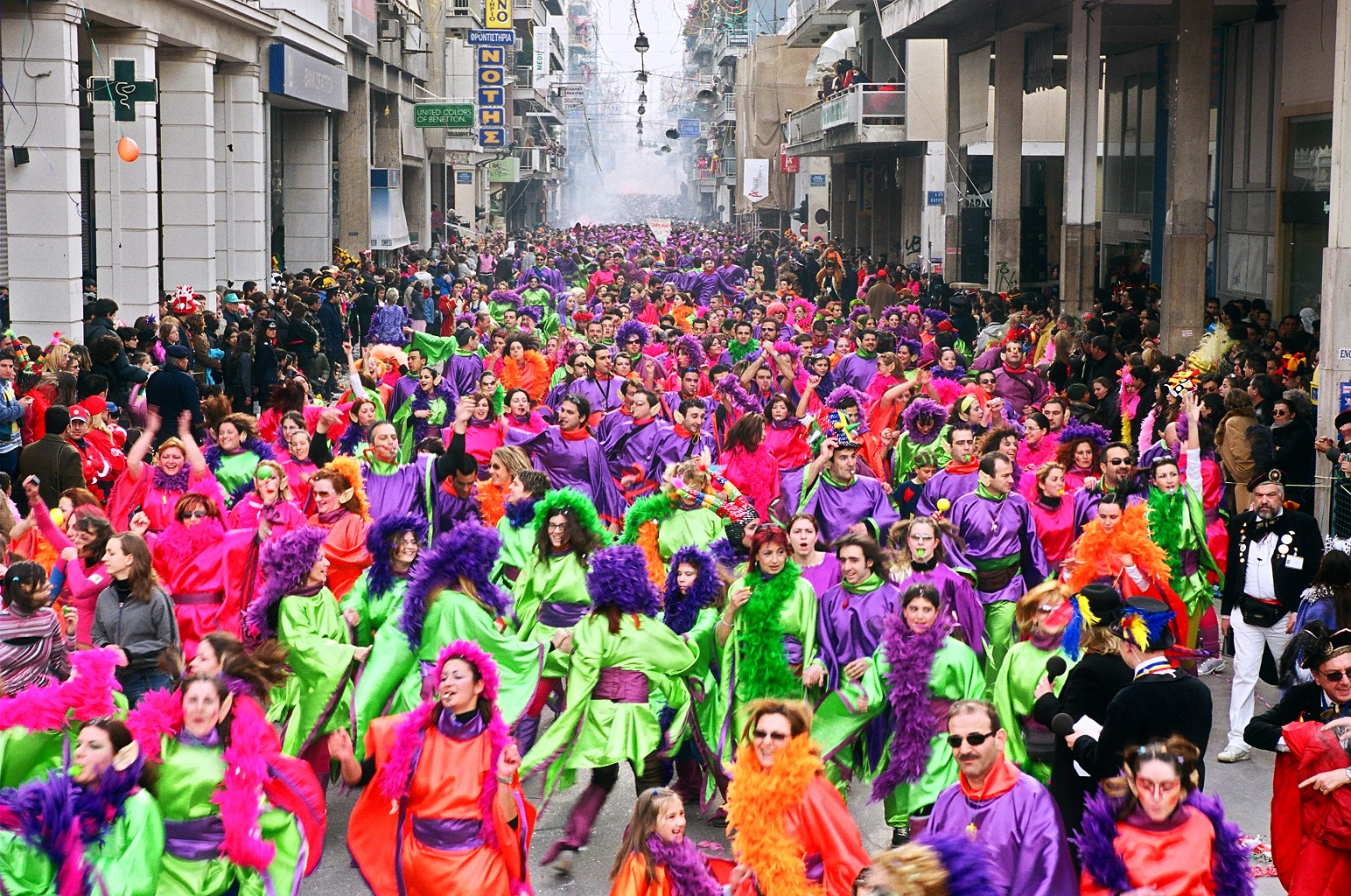
Die Abschlussveranstaltung, 2006

Der Karneval in Patras (Πατρινό Καρναβάλι) ist eine der Großveranstaltungen des Karnevals in Griechenland und die größte des Landes mit etwa 40 Tausend aktiven Teilnehmern und bis zu einer Million Zuschauern.
Die Eröffnungsveranstaltung ist am 17. Januar, ein besonderer Tag ist die Tsiknopempti, die der Weiberfastnacht entspricht. Es gibt auch einen Kinderkarneval, wo nur Kinder teilnehmen dürfen und einige Nachtveranstaltungen wie den Tag des Feuerwerks.

## Geschichte
Vorgängerveranstaltungen sind zumeist Ausläufer antiker Dionysos-Kulte. Karneval in Patras wird als solcher belegbar seit 1829 veranstaltet. In jenem Jahr wurde die Feierlichkeit als Privatfeier des Kaufmanns Moretti angemeldet, faktisch war es eine öffentliche Veranstaltung. Nach dem Beitritt der Republik der Ionischen Inseln zu Griechenland 1864 zogen auch viele Katholiken von den Inseln nach Patras und engagierten sich im Karneval. Der erste Umzug mit Wagen ist für 1870 belegt, zu jener Zeit war auch die Beteiligung öffentlicher oder kommerzieller Stellen untersagt. Aus dem Karneval entstanden auch kulturelle Institutionen, wie die Gründung des Theaters "Apollon" 1872. Nur während des Zweiten Weltkriegs und des folgenden Bürgerkriegs wurde die Karnevalsveranstaltung abgesagt. 1956 kam es zu Auseinandersetzungen mit frommen Christen von auswärts, die die erfolgreiche Veranstaltung als Sodom und Gomorra oder als Sittenverfall betrachteten; es folgten zahlreiche Verhaftungen der Störenfriede durch die Polizei. In den 1960er Jahren kam es mittels Beschlagnahmungen zur politischen Zensur bei der Gestaltung der Figuren. Ab 1966 wurde die Veranstaltung über das staatliche Fernsehen ERT landesweit übertragen.

## Organisation
In Patras sind über 10.000 Karnevalisten in Vereinen aktiv. War einst die Beteiligung der Stadt nicht gewünscht, so ist dies heute nicht mehr der Fall, z. B. stellt die Stadt Räumlichkeiten zur Verfügung.